# Begonia pulchrifolia
Espèce
Begonia pulchrifolia est une espèce de plantes de la famille des Begoniaceae. Elle a été décrite en 1820 par Giuseppe Raddi (1770-1829).

## Répartition géographique
Cette espèce est originaire du Brésil.